# Generation P
Generation P (russisk: Generation "П") er en russisk roman fra 1999 og senere hen russisk spillefilm fra 2011 af Victor Ginzburg.

## Romanen Generation P
Mens Mikhail Gorbatjovs reformer skred frem i midt 1980’erne, begyndte russiske forfattere i større grad at engagere sig i åbne angreb på mytologien bag den socialistiske utopi. Det var i disse år at subgenren dystopi begyndte at snige sig ind i litterære værker. Da sammenbruddet af det sovjetiske imperium fandt sted i 1991, dukkede parodiske behandlinger af det socialistiske eksperiment op, såvel som mere dystre værker, der beskæftigede sig med produktet af kollapset. Som Sofya Khagi skriver i sin bog Pelevin and Unfreedom: Poetics, Politics, Metaphysics, så markerer Generation ’’П’’ sig mærkant, når det kommer til udviklingen af den dystopiske genre i Rusland. Khagi klassificierer Viktor Pelevins værk som hans egen originale, postsovjetiske forbrugerkritik.
Viktor Pelevins skønlitterære dystopiske værk Generation ‘’П’’ beretter om Vavilen Tatarskijs tumulte karriere, som udvikler sig fra litteraturstudent i 1980’erne til en nyrussisk tekstforfatter i 1990’erne. Tatarskij tilhører 1970’er generationen som ifølge ham selv: ''выбрали ’’Пепси’’ точно так же, как их родители выбрали Брежнева’’71 og hans liv før Sovjetunionens kollaps: ’’складивалась самым обычным образом.’’

## Russisk populærkultur i 1990’erne
Disintegrationen af Sovjetunionen i 1991 udmundede sig i et årti af ekstraordinær forandring og turbulens. De russiske 1990’ere så stigningen af oligarker og gangstere, et forsøgt militærkup og finanskrise. Men det var også en tid med banebrydende elementer indenfor kulturen: Frihed og mulighed til at gøre det hele på en gang.

## Bogens handling
Viktor Pelevins skønlitterære dystopiske værk Generation ‘’П’’ beretter om Vavilen Tatarskijs tumulte karriere, som udvikler sig fra litteraturstudent i 1980’erne til en nyrussisk tekstforfatter i 1990’erne. Tatarskij tilhører 1970’er generationen som ifølge ham selv: ‘’… выбрали ’’Пепси’’ точно так же, как их родители выбрали Брежнева’’ og hans liv før Sovjetunionens kollaps: ’’складивалась самым обычным образом.’’
Da Tatarskij får et job i den blomstrende reklamebranche, finder han til sin store overraskelse ud af, at den sociale og politiske verden vist på russisk tv, alt sammen er fabrikeret i hans nye arbejdsplads’ hemmelige studie. Populære politikere, inklusiv Jeltsin og andre prominente figurer, er alle Virtual Reality produkter, skabt af en lille gruppe af creators (криэйторы). Selv den igangværende tjetjenske krise er manipuleret i Virtual Reality studier. Hundredevis af specialagenter infiltrerer populationen og formidler falske visuelle historier – alt imens befolkningen uvidende ser med. På denne måde leger Pelevin med et rum, hvor forskellige virkeligheder kolliderer.

Sofya Khagi kategoriserer Generation ’’П’’ som det første store postsovjetiske værk, til at beskrive virkningerne af den nye forbrugerkapitalisme og den hårde nye økonomiske virkelighed.

## Titlens betydning
Bogens P (П) kan både læses som Pepsi (russisk: Пепси) eller som fucked (russisk: пиздец). Generation Pepsi, eller Generation Fucked